# The Case-Book of Sherlock Holmes
The Case-Book of Sherlock Holmes är det engelska namnet på den femte och sista novellsamlingen om detektiven Sherlock Holmes, skriven av Sir Arthur Conan Doyle. Novellsamlingen utgavs första gången 1927, de ingående novellerna publicerades ursprungligen mellan 1921 och 1927.
Tre av novellerna i samlingen skiljer ut sig genom att Watson inte är berättaren. Mazarinstenen är skriven i tredjepersonsperspektiv, och Den dödsbleke soldaten och Lejonmanen har Holmes själv som berättare.

## Novellerna i samlingen
1. Den förnäme klienten (The Adventure of the Illustrious Client)
2. Den dödsbleke soldaten (The Adventure of the Blanched Soldier)
3. Mazarinstenen (The Adventure of the Mazarin Stone)
4. Tre Gavlar (The Adventure of the Three Gables)
5. Vampyren i Sussex (The Adventure of the Sussex Vampire)
6. Tre herrar Garrideb (The Adventure of the Three Garridebs)
7. Thor Bridge (The Problem of Thor Bridge)
8. Den krypande mannen (The Adventure of the Creeping Man)
9. Lejonmanen (The Adventure of the Lion's Mane)
10. Den beslöjade hyresgästen (The Adventure of the Veiled Lodger)
11. Shoscombe Old Place (The Adventure of Shoscombe Old Place)
12. Färghandlarens kassavalv (The Adventure of the Retired Colourman)

Ovanstående är den ordning i vilken novellerna vanligen förekommer i nyare utgåvor av novellsamlingen. Detta har medfört att Färghandlarens kassavalv ibland anges som den sista Sherlock Holmes-berättelsen Doyle skrev. Den sista novellen som skrevs är dock Shoscombe Old Place. 